# ムハマド・ショヒブル・フィクリ
ムハマド・ショヒブル・フィクリ（英語: Muhammad Shohibul Fikri、1999年11月16日 - ）は、インドネシアの男子バドミントン選手。
バガス・マウラナとのペアの、現地ファンの間での愛称は「BAKRI」(バクリ)である。

## 経歴
同世代のバガス・マウラナとペアを組む。
2019年に、ハイデラバード・オープンで優勝し、BWFワールドツアー初タイトル獲得。
2022年の全英オープンでは、2回戦で第8シードのオン・ユーシン / テオ・イーイに勝利。準々決勝で世界王者の保木卓朗 / 小林優吾に勝利。準決勝で世界ランク1位のマルクス・フェルナルディ・ギデオン / ケビン・サンジャヤ・スカムルジョに勝利。決勝で世界ランク2位のモハマド・アッサン / ヘンドラ・セティアワンに勝利し、初のスーパー1000タイトル獲得。ノーシードである彼等は破竹の勢いでビッグタイトル優勝まで上り詰め、一気に頭角を現した大会となった。
2024年のジャパン・オープンからは、2歳年下のダニエル・マーティンとペアを組む。